# Кларіса Медічі
Кларіса (Кларіче) Медічі (*Clarice de' Medici, 14 вересня 1489 —3 травня 1528) — флорентійська аристократка та меценатка.

## Життєпис
Походила з роду Медічі. Донька П'єро ді Лоренцо Медічі, правителя Флоренції, та Альфонсіни Орсіні, італійської аристократки. Народилася у Флоренції. У 1494 році разом із батьком, братом Лоренцо, дядьками Джуліано, Джованні.
1508 року перебирається до родичів матері у Римі. Спочатку готувався шлюб Кларіси з Бальдассаром Кастельйоне, проте він не відбувся. Тоді дядько Джованні (майбутній папа римський Лев X), кардинад Ручеллаї, Лукреція Медічі та Якопо Сальвіаті домоглися шлюбу Кларіси Пилипі Строцці, прихильнику Медічі та супротивнику гонофоланьєра П'єро Содеріні. Останній як посаг отримав 7 тис. флоринів. Метою цього шлюбу було залучити впливовий рід Строцці задля повернення Медічі до влади у Флоренції.
У відповідь на цю подію, за пропозицією Нікколо Макіавеллі, Сеньйорія (уряд Флорентійської республіки) визнав П. Строцці винним у змові проти республіки та засуджений у 1509 році до вигнання з Флоренції на 10 років. До того ж Пилип Строцці повинен був сплатити штраф у 500 флоринів.
Від шлюбу Кларіси Медічі із Строцці народилося 10 дітей. Кларіса більшу частину часу приділяла вихованю дітей. Водночас деякий час виховувала Катерину Медічі (майбутню королеву Франції). У 1525 році республіка у Флоренції була повалена. Кларіса тривалий час домагалася передачі їй батьківської спадщини, проте зрештою програла своєму родичеві — папі римському Клименту VII. Вона багато зробила для влаштування вигідних шлюбів для дітей, надала синам допомогу у здійснені кар'єри.
В 1527 році у Флоренції спалахнуло повстання проти кардинала Сільвіо Пассеріні. При цьому Кларіса вимушена була втрутитися, щоб звільнити чоловіка, який знаходився як заручник у віце-короля Неаполя після захоплення Риму військами імператора Карла V.
15 травня того ж року за допомогою Антоніо Доріа морем (через Остію та Чивитавекью) прибула до Пізи. Згодом перебирається до Флоренції, де виступає проти кардинала Пассеріні, відстоюючи республіку та виступаючи проти встановлення монархії. Кларіса сприяла втечі Алессандро та Іпполіто Медічі. Вона опікувалася Катериною Медічі, яку оселила у родинному маєтку в Поджіо. Тут Кларіса померла 3 травня 1528 року в результаті невдалого аборту.

## Родина
Чоловік — Пипип Строцці (1489–1538)
Діти:
- П'єтро (1510–1588), маршал Франції, чоловік Лаудамії ді П'єрофранческо Медічі
- Роберто (д/н-1566), барон Колалто, чоловік Маддалени ді П'єрофранческо Медічі
- Марія, дружина Лоренцо Рідольфі
- Леоне (1515–1554), лицар Мальтійського ордену
- Джуліо (д/н-1537)
- Вінченцо (д/н-1537)
- Алессандро (д/н-1541)
- Луїджа (д/н-1534), дружина Луїджі Каппоні, флорентійського сенатора
- Маддалена, дружина графа Фламініо Ангіллара
- Лоренцо (1523–1571), кардинал